# 조연 (전한)
조연(趙衍, ? ~ 기원전 164년)은 초한전쟁기 전한의 군인이다.

## 행적
한왕 원년(기원전 206년), 알자(謁者) 신분으로 한중에서 처음으로 고제를 따랐다.
옹왕 장한의 군세가 위상(渭上)에 버티고 있자 고제는 돌아가려 하였는데, 이때 조연이 다른 길을 알려준 덕분에 무사히 지나갈 수 있었다.
나중에 조연은 하간수가 되었고, 진희의 반란 진압에 종군하여 진희의 도위 상여(相如)를 죽였다. 그간의 공적을 인정받아 수창후(須昌侯)에 봉해져 식읍 1,400호를 받았다.
문제 16년(기원전 164년)에 죽어 시호를 정(貞)이라 하였고, 아들 조복이 작위를 이었다.

## 출전
- 사마천, 《사기》 권18 고조공신후자연표
- 반고, 《한서》 권16 고혜고후문공신표

| 선대 (첫 봉건) | 전한의 수창후 기원전 196년 2월 ~ 기원전 164년 | 후대 아들 수창대후 조복 |